# Arrondissement de Sarrelouis
L'arrondissement de Sarrelouis, Landkreis Saarlouis en allemand, est une division administrative allemande, située dans le land de Sarre. Son chef-lieu est Sarrelouis.

## Situation géographique
Les arrondissements voisins sont Merzig-Wadern, Saint-Wendel, Neunkirchen, Sarrebruck et le département français de la Moselle.
La principale rivière de l'arrondissement est la Sarre.

## Histoire
La plus grande partie de l'arrondissement faisait partie du duché de Lorraine, incluant la ville de Sarrelouis, construite pour protéger la frontière (voir district de Sarrelouis). Après les guerres napoléoniennes, le territoire passe à la Prusse, qui a créé le district en 1816, rattaché à la province de Rhénanie. De 1936 à 1945, le district est renommé Saarlautern par le gouvernement nazi, qui s'efforce de re-germaniser les noms en partie de mêmes origines que le français.

## Communes
L'arrondissement compte 13 communes dont 3 villes.
| Villes (nombre d'habitants au 30 septembre 2005) 1. Dillingen (21 474 habitants) 2. Lebach (20 796) 3. Sarrelouis (38 322) | 1. Bous (7 348) 2. Ensdorf (6 716) 3. Nalbach (9 645) 4. Rehlingen-Siersburg (15 911) 5. Sarrevailingue ("Saarwellingen") (13 831) | 1. Schmelz (17 443) 2. Schwalbach (18 619) 3. Überherrn (12 122) 4. Wadgassen (18 677) 5. Vaudrevange ("Wallerfangen") (9 693) |

## Politique

### Administrateurs de l'arrondissement
- 1816-1821 : 00Jakob Christian Schmeltzer (de)
- 1821-1849 : 00Joseph Jesse (de)
- 1849–1851 : 00Johann Saurborn (de)
- 1851–1874 : 00Heinrich Friedrich von Selasinsky (de)
- 1874–1881 : 00Prosper Devens (de)
- 1881 : 0000000Nicolas Adolphe de Galhau
- 1881–1882 : 00Otto von Dewitz (de)
- 1882–1888 : 00August von Harlem (de)
- 1888–1890 : 00Ludwig von Renvers (de)
- 1890–1905 : 00André Helfferich (de)
- 1905–1917 : 00Johannes Schütz von Leerodt (de)
- 1917–1919 : 00Heinrich Schellen (de)
- 1919–1920 : 00Alfred von Boch (de)
- 1920–1923 : 00Julius Anton
- 1922–1935 : 00Wilhelm Arweiler
- 1935–1945 : 00Franz Schmitt (de)
- 1945–1946 : 00Hans Drehsen
- 1946–1956 : 00Alfons Diwo
- 1956–1960 : 00Erasmus Schmidt
- 1960–1985 : 00August Riotte, CDU
- 1985–2004 : 00Peter Winter, SPD
- 2004–2011 : 00Monika Bachmann (de), CDU
- depuis 2012 : 000000Patrik Lauer (de), SPD

### Élections du conseil (Kreistag) du 13 juin 2004
| Parti  | Votes                                      | %      | Sièges |
| ------ | ------------------------------------------ | ------ | ------ |
| CDU    | en dizaines de milliers de voix[Combien ?] | 45,4 % | 19     |
| SPD    | en dizaines de milliers[Combien ?]         | 37,1 % | 16     |
| Grüne  | en milliers ?[Combien ?]                   | 5,3 %  | 2      |
| FWG    | en milliers[Combien ?]                     | 6,0 %  | 2      |
| Autres | par milliers[Combien ?]                    | 6,2 %  | -      |